# Bert-Jan Lindeman
Bert-Jan Lindeman (Emmen, 16 de junho de 1989) é um ciclista profissional holandês, que competiu para a equipe Rabobank Development Team em 2014. Desde 2015 passou a competir para Team Lotto NL-Jumbo.